# Opilé banány
Opilé banány je humoristická kniha českého spisovatele Petra Šabacha z roku 2001. Kniha nijak nevybočuje z ostatní Šabachovy tvorby, jedná se o příběhy humorného charakteru, které se ve většině případů skutečně staly a Šabach je pouze poskládal do knihy, ovšem nijak se tím netají. Byl jí inspirován film Pupendo.

## Děj
Kniha je zasazena do doby socialismu (60. léta). Vypravěčem knihy je dospívající mladík Petr, který žije se svou matkou Janou a jejím partnerem Béďou a kamarádí se svým vrstevníkem Honzou Břečkou a hluchoněmým Víťou. Béďa má potom za kamaráda sochaře Fáberu – ten má zase soudruha Rozhoně. A ten jim slíbil, že prosadí, aby dostali zakázku na vytvoření busty maršála Rybalka.
Právě Béďovy a Fáberovy kousky, jejich snaha vydělat na maršálově bustě balík, nápady Petra a jeho přátel (včetně dívky Daniely, samozřejmě) jsou osou Šabachovy knihy. Šabachovi hrdinové tráví spoustu času v hospodě. A když se nudí, vymýšlejí si různé kousky – půjčili si, samozřejmě bez dovolení, auto rodičů a pokoušeli se vydělávat si jako "černý" taxík nebo praktikovali hru na přepadení. Představení nevyžadovalo žádné rekvizity – prostě si vyhlídli publikum a pak z nudy předstírali, že se „fakt děsně řežou“. Lidi křičeli „Pomoc!“ a „Policie!“ a vzrušující na tom bylo dokázat se včas ztratit, než je někdo doopravdy sbalí. 